# Club Deportivo Artístico Navalcarnero
Maillots
Actualités
Le Club Deportivo Artístico Navalcarnero est un club espagnol de football fondé en 1961, situé à Navalcarnero, dans la banlieue sud de Madrid.

## Histoire
Le club évolue pour la première fois de son histoire en Tercera División (quatrième niveau) lors de la saison 1987-1988.
En 2004, le club est promu pour la toute première fois en Segunda División B (troisième niveau). Il évolue à ce niveau lors des saisons 2004-2005, 2008-2009, puis à compter de 2016.